# 粉食
粉食（こしょく）とは、穀物等を、挽いて粉に（製粉）し、パン・麺などに加工して食べること。粉食文化は全世界に分布し、利用される穀物も小麦のほか、イモ類・トウモロコシ、雑穀など、地域により様々である。粉食に対し、北東アジアから南アジアの米飯のように、穀物を粒のまま食べることを粒食という。

## 調理方法
粉を食用にするには、粉を水などと均一に混ぜて捏ねたペースト状、ないし液状のものにし、これを（場合により成形してから）加熱調理する場合が多い。このような水などとの混合物を生地という。パスタ（ペースト、パテと同語源）とはこのような生地から製した食品を指す言葉である。このほか、粉に湯を加えてそのまま食し（蕎麦掻きなど）、あるいは粉を固めて食用とする（落雁など）場合もある。 

## 主な食用の粉
- 小麦粉（うどん粉、メリケン粉）
- 片栗粉
- 蕎麦粉
- 葛粉
- 米粉（上新粉、白玉粉）
- はったい粉（麦焦がし）
- きな粉
- デンプン

## 粉を加工した食品

### 麺類
- うどん
- 素麺
- ラーメン
- 蕎麦
- 葛切り
- 春雨
- ビーフン
- 冷麺（れいめん・ネンミョン）
- ライスヌードル
- パスタ （スパゲッティ、マカロニ、ペンネ）
- すいとん

### パン類
- 饅頭（マントウ・中華まん・まんじゅう）
- ピロシキ
- ロティ
- ナン
- インジェラ
- ポンデケージョ
- トルティーヤ

### 菓子類
- 洋菓子類 - パンケーキ、クレープなど、小麦粉を用いたもの多数。
- 揚げ菓子類 - ドーナツ、アメリカンドッグ、ベビーカステラ
- 和菓子類 - 団子、白玉、たい焼き、今川焼き (あるいは、太鼓焼き・大判焼き・回転焼き)
- スナック菓子 - フライドポテト(芋の粉を整形して作る)など多数。

### 軽食類
特に関西圏で、たこ焼きやお好み焼き等の小麦粉を調理した軽食は、「粉もん」などと呼ばれる。
- お好み焼き類（お好み焼き・どんどん焼き・もんじゃ焼き・一銭洋食など）
- たこ焼き、明石焼き
- とん平焼き
- 大阪のイカ焼き
- たらし焼き

### その他
- 点心（餃子・ワンタン・シュウマイ・春巻き）
- 油条（ヨウティヤオ）
- チヂミ、バインセオ
- ライスペーパー
- ピザ
- そばがき
- フフ、ウガリ、クスクス
- ちくわぶ
- 南部煎餅
- おやき
- 餡餅

## 日本の粉加食材
| 食材・加工法             | 粉の原料                       | 備考 |
| ------------------------ | ------------------------------ | --- |
| うどんの麺               | 小麦                           | 麺 |
| 沖縄そばの麺             | 小麦                           | 麺（そば粉は入らない） |
| おやき                   | 小麦                           | |
| かりんとう               | 小麦など                       | 生地を油で揚げたもの |
| 餃子の皮                 | 小麦                           | |
| サーターアンダギー       | 小麦                           | |
| せんべい                 | 米・小麦など                   | 粉にしたものを焼き固めた菓子 |
| 焼売の皮                 | 小麦                           | |
| 粢餅                     | 米                             | 生地を焼いたもの |
| すいとんの白身           | 小麦                           | 生地を煮たもの |
| そうめんの麺             | 小麦                           | 麺 |
| 蕎麦の麺                 | ソバ、小麦など（つなぎとして） | 麺（他の材料を練りこむ場合もある。例：茶そば）                                                                                               |
| 団子                     | 米など                         | |
| ちゃんぽん・皿うどんの麺 | 小麦                           | 麺 |
| 鉄板焼き                 | 小麦                           | 他の食材と一緒に鉄板上で焼いたもの（たこ焼き、お好み焼き、どんどん焼き、もんじゃ焼きなど）や、型に入れて焼いたもの（今川焼き、たい焼きなど） |
| ひやむぎの麺             | 麺                             | |
| 麩                       | 小麦                           | |
| ほうとうの麺             | 麺                             | |
| まんじゅう               | 小麦など                       | 中華まんも含まれる |
| 餅                       | 米など                         | 生地を突き固めたもの |
| 焼きそば・焼きうどんの麺 | 麺                             | |
| ラーメンの麺             | 小麦                           | 麺 |
| 冷麺の麺                 | 小麦など                       | 麺 |
| ワンタンの皮             | 小麦                           | |